# Caso Nahuel Gallo
El caso Nahuel Gallo involucra a un gendarme argentino, el cual fue detenido y presuntamente secuestrado por funcionarios venezolanos el 8 de diciembre de 2024 en Venezuela, por órdenes del gobierno de Nicolás Maduro generándose una tensión diplomática y política entre ambos países.
Gallo ingresó a territorio venezolano desde Colombia, por el Puente Internacional Francisco de Paula Santander. El 27 de diciembre de 2024, el Ministerio Público anunció un procesamiento en contra de Gallo, acusándolo de estar vinculado a «actividades terroristas» en contra de Venezuela.
La Organización de Estados Americanos (OEA) exigió la liberación inmediata de Gallo, calificando su detención como «crimen de lesa humanidad».

## Antecedentes y detención
Nahuel Agustín Gallo nacido el 8 de mayo de 1991 en la provincia de Catamarca, es cabo primero y suboficial, miembro del Escuadrón 27 de la Gendarmería Nacional Argentina, ejerciendo sus funciones en Uspallata, Mendoza. Inició su viaje a Venezuela dos días antes de ser detenido, al tener vacaciones laborales para reencontrarse con su pareja, la venezolana María Alexandra Gómez García, y su hijo de casi dos años, que estaban alrededor de siete meses en ese país por asuntos familiares, según la denuncia que difundió la Cancillería de Argentina.
Gallo salió de su país hacia Chile en su automóvil personal y desde allí abordó un avión comercial hacia Bogotá. La familia del suboficial dijo que optó por un itinerario alternativo por razones económicas. Una vez en Colombia, intentó cruzar a Venezuela por el paso fronterizo terrestre, utilizando un taxi para atravesar el Puente Internacional Francisco de Paula Santander que conecta Cúcuta con Ureña, en el estado Táchira. Sin embargo, las autoridades venezolanas lo detuvieron, reteniendo sus documentos y su teléfono personal.

## Proceso penal

### Imputación
El 27 de diciembre de 2024, a través de un comunicado emitido por el Ministerio Público, el fiscal general Tarek William Saab, anunció la imputación y procesamiento en contra de Gallo, por presunta «actividad terrorista» en contra de Venezuela. «Habiéndose cumplido con los plazos procesales correspondientes según lo prevé el Código Orgánico Procesal Penal, el Ministerio Público informa que el señor Nahuel Agustín Gallo, ha sido detenido al haber intentado ingresar irregularmente a la República Bolivariana de Venezuela ocultando su verdadero plan criminal bajo el ropaje de una visita sentimental. [Gallo] se encuentra sometido a la respectiva investigación por su vinculación a un grupo de personas que intentaron desde nuestro territorio y con apoyo de grupos de la ultraderecha internacional, ejecutar una serie de acciones desestabilizadoras y terroristas. El imputado está a disposición del juez en base a lo establecido por nuestra Constitución y las leyes nacionales», declaró el funcionario del régimen de Nicolás Maduro.

### Reclusión
El 29 de diciembre, Saab señaló que Gallo «se encuentra recluido en Caracas» y «bien de salud», en una entrevista para el diario Clarín. En referencia a la chance de que su familia lo visite, agregó que «por ahora eso no es posible».

## Repercusiones

### Gobierno de Argentina
La ministra de Seguridad de la Nación, Patricia Bullrich, exigió al régimen de Nicolás Maduro, la liberación inmediata de Gallo, y los acusó de «tomar de rehenes a extranjeros para asegurarse su impunidad», además de prometer que traerán «como sea» al gendarme argentino detenido, a quien considera un «prisionero de guerra». Bullrich detalló que el Gobierno de Maduro tiene como prisioneros –además de Gallo,– a diez estadounidenses, dos españoles, un uruguayo, dos brasileños y colombianos. «No podemos permitir tener prisioneros de guerra en una dictadura que está en guerra con todos los países democráticos del mundo», expresó.
El ministro de Relaciones Exteriores, Comercio Internacional y Culto, Gerardo Werthein, en declaraciones a la prensa afirmó: «El gendarme tiene un hijo argentino de dos años y su mujer se fue a ayudar a su madre a Venezuela. Él las fue a visitar y lo detuvieron arbitrariamente».
Bullrich también declaró que pediría colaboración al gobierno de Francia para mediar en la liberación del gendarme. «Hasta ahora, el canciller Werthein no tiene colaboración de nadie y está tratando de establecer contactos. Iba a pedir colaboración a Francia. Necesitamos que un tercer país nos ayude».
La Cámara Federal de la provincia de Mendoza, resolvió a favor de un habeas corpus presentado por la Gendarmería Nacional, instando al gobierno de Venezuela a informar de manera inmediata sobre la situación y ubicación del gendarme.
El diputado nacional venezolano y ex preso político, Richard Blanco, quien reside en Argentina, se refirió a la situación y aseguró que «no tenemos un gobierno democrático en Venezuela, tenemos una dictadura». Blanco dijo que Edmundo González intentaría asumir la presidencia el 10 de enero de 2025, y en caso de lograrlo, inmediatamente liberaría a todos los presos políticos y «traeremos a Gallo a la Argentina».
El 2 de enero de 2025, el gobierno argentino presentó una denuncia formal ante la Corte Penal Internacional (CPI), acusando al régimen chavista de la desaparición forzada de Gallo y de violaciones graves a los derechos humanos. En su comunicado, el Ministerio de Relaciones Exteriores calificó el caso como parte de un «patrón sistemático de crímenes de lesa humanidad» y aseguró que Argentina utilizará todos los recursos diplomáticos y legales disponibles para garantizar la liberación de Gallo.
El 3 de enero, luego de las imágenes presentadas de Gallo por el gobierno de Venezuela como presuntas pruebas de vida, la ministra de Seguridad, Patricia Bullrich, se refirió a las imágenes, y cuestionó la falta de sonido, fecha en las fotos y videos. «Nosotros como gobierno argentino y en el caso nuestro siendo un miembro de la Gendarmería, más allá de que viajó a visitar a su familia, no aceptamos ningún juego de una aparición de una foto que aparece en un lugar desconocido, caminando, sin sonido, sin fecha, sin absolutamente nada. Son una dictadura y las dictaduras hacen estas cosas», declaró.

### Gobierno de Venezuela
A través de una rueda de prensa, el ministro venezolano del Interior, Diosdado Cabello, informó que el gendarme formaría parte de un «complot» contra el gobierno de Nicolás Maduro. «Una persona fue detenida [Gallo]. Te metes en su cuenta de Instagram, viaja por todo el mundo, pero su sueldo es de 500 dólares. ¿Qué venía a hacer a Venezuela? ¿Cuál era su tarea? Eso no lo dicen», aseguró el ministro venezolano.
El canciller de Venezuela, Yván Gil, afirmó que el suboficial argentino «se quiso infiltrar» en el país y acusó al gobierno del presidente Javier Milei, de dejar en el camino innumerables pruebas físicas que los comprometen en un «plan terrorista».
Luego de haber anunciado la imputación contra Gallo, el fiscal general Tarek William Saab, acusó al gobierno de Argentina de apoyar planes subversivos en contra de Venezuela. «Las declaraciones y acciones realizadas por el gobierno de Milei, utilizando a los familiares del procesado, así como la resolución judicial tomada por la Cámara Federal de Mendoza, dejan clara la complicidad de las autoridades de esa nación en los planes subversivos que buscan atacar por cualquier vía al Estado venezolano y a sus instituciones legítimas», expresó.
El 2 de enero de 2025, luego de la denuncia hecha por el gobierno de Argentina ante la Corte Penal Internacional, el gobierno de Venezuela dio a conocer las primeras imágenes del gendarme en prisión. En las mismas se le ve caminando por lo que aparentemente sería el patio de un centro de detención.
A través de Telegram, luego de la denuncia formulada por el gobierno argentino ante la Corte Penal Internacional, Yván Gil declaró que «evocar el Estatuto de Roma, claramente desconocido por ellos, para alimentar su obsesión política enferma, es una muestra no solo de ignorancia, sino de una escandalosa falta de seriedad».
El 6 de enero, Nicolás Maduro aseguró que «el gendarme planeaba asesinar a la vicepresidenta Delcy Rodríguez. El gobierno argentino está involucrado en los planes violentos de atentar contra la paz de Venezuela».

### Familia de Nahuel Gallo
Yalitza García y María Alexandra Gómez García, la suegra y la pareja del suboficial respectivamente, dieron a conocer una carta de invitación que dicen haber tramitado en organismos gubernamentales, para que Gallo pudiera entrar de forma legal a territorio venezolano. Si bien los ciudadanos argentinos no necesitan una visa para el ingreso a Venezuela, Yalitza García dijo al medio CNN en español, que teniendo en cuenta la «tensa situación diplomática que atraviesan ambos países», hicieron todas las averiguaciones necesarias en la oficina de Migraciones de Venezuela, para cumplir con los requisitos de ingreso y evitar complicaciones.  
Según el documento, en la carta consta que Gallo iba a visitar a María Gómez con fines vacacionales por un plazo no mayor a treinta días, con vencimiento del 30 de diciembre de 2024. En la misma, con fecha de emisión del 22 de noviembre, se detalla el itinerario de Gallo desde Chile y el alojamiento en la casa de Puerto La Cruz, en el estado Anzoátegui, donde residía Gómez al momento de la detención. La carta fue aprobada y se formalizó a través del Servicio Autónomo de Registros y Notarías de Venezuela, según el Ministerio de Seguridad de Argentina.
María Gómez también declaró que en el momento de la detención, Gallo fue ingresado y trasladado en una «camioneta negra» por la Dirección General de Contrainteligencia Militar de Venezuela (DGCIM), y no volvió a saber de su paradero. Gómez denunció además, haber sido perseguida por vehículos sin placas y vidrios polarizados, vinculados a fuerzas chavistas. También declaró en contra del ex embajador kirchnerista en Caracas, Oscar Laborde, a quien acusó de difamarla al poner en duda su relación con Gallo. «Es una irresponsabilidad total que diga que no tenemos hijos y que no estamos casados. Tenemos una relación de cuatro años y un hijo en común. Se tiene que responsabilizar por lo que está haciendo», afirmó.
Por su parte, Kevin Gallo, hermano de Nahuel, expresó también en medios televisivos que «seis agentes se lo llevaron. El chofer nos dijo que le sacaron el celular a Gallo y después lo obligaron a bajarse. El conductor le prestó un teléfono. Así logró comunicarse con mi cuñada y le dijo que estaban por llevárselo». También agregó que además de las pertenencias y documentos retenidos, el gendarme llevaba «una maleta con algo de ropa y juguetes».
Patricia Bullrich y Gerardo Werthein, programaron una reunión para el día 27 de diciembre de 2024, en la sede del Ministerio de Seguridad, ubicada en el barrio de Recoleta, con Griselda Heredia y Kevin Gallo, madre y hermano del gendarme, sobre las condiciones de detención y las acciones del Gobierno para garantizar su liberación.
Luego de las imágenes difundidas por el gobierno de Venezuela el 2 de enero de 2025, la familia del gendarme reconoció que el hombre en el video, que está vestido con un uniforme celeste y camina en un patio con gradas, efectivamente es Nahuel Gallo. Asimismo, se pudo conocer que el gendarme no estaría detenido en El Helicoide, sino que podría haber estado recluido en la cárcel de El Rodeo, en el estado Miranda; otro de los lugares señalados como centro de tortura y uno de los penales «más temidos de Venezuela». La esposa de Nahuel Gallo tras ver las imágenes que se difundieron, expresó: «Por el momento no sabemos nada de Nahuel. Hoy son 26 días que no lo hemos escuchado. Más allá de las fotos que difundieron, a mí personalmente no me da calma, no sabemos cuándo fueron tomadas, por qué se hicieron de la manera que se hicieron. Está vivo, pero mirarlo de esa manera, uniformado y cabizbajo, no me consta que esté bien de salud. No es el Nahuel que conozco».
El 28 de mayo de 2025, se dio a conocer la noticia de que María Goméz y su hijo Víctor Benjamín, lograron abandonar Venezuela cruzando la frontera con Colombia. La pareja de Gallo no tenía restricciones para salir del país, pero ante el temor de ser detenida en la frontera, solicitó ser acompañada por «alguien de confianza». Motivados por el rescate de los 5 asilados de la asediada embajada argentina en Caracas, y por la ola de detenciones contra ciudadanos venezolanos y extranjeros que llevó a cabo el gobierno venezolano días antes, Goméz emprendió un viaje por tierra desde su residencia en Anzoátegui hasta la frontera con Colombia con la ayuda discreta del gobierno argentino y el apoyo logístico de activistas de derechos humanos venezolanos. Goméz carecía de documentos a la hora de viajar hacia la frontera, pero gracias a la asistencia de la Cancillería argentina y a Patricia Bullrich, pudo obtener documentación argentina para ella y su hijo. La noche del 27 de mayo, llegaron a la ciudad fronteriza de Cúcuta y de allí se trasladaron hasta Bogotá, donde tomaron un vuelo que los llevó a Argentina.